# 나리타 국제공항
나리타 국제공항(일본어: 成田国際空港, 영어: Narita International Airport, IATA: NRT, ICAO: RJAA)은 일본 지바현 나리타시에 있는 국제공항으로 도쿄 도심에서 동북쪽으로 약 62km 떨어져 있다.

## 개요
1966년에 착공하여 1977년에 제1기 공사를 끝낸 뒤 이듬해인 1978년 5월 20일 하네다에서 국제선 기능을 이관받아 개항했고 과거 정식 명칭은 신도쿄 국제공항(일본어: 新東京国際空港)이었는데 2004년 4월 1일 나리타 국제공항 주식회사법이 시행되어 공항을 관리하는 '신도쿄 국제공항 공단'이 일본 정부의 100% 출자로 설립된 '나리타 국제공항 주식회사'로 개편, 민영화되면서 나리타 국제공항으로 정식 명칭을 변경하였다.
일본항공, 전일본공수의 국제선 허브 공항이자 유나이티드 항공의 동아시아 허브 공항으로 경쟁 공항인 인천, 상하이, 타이베이보다 많은 수의 북미 항공편이 취항하고 있으며 나리타 익스프레스, 스카이라이너, 게이세이 전철 본선을 통해 도쿄 도심과 연결되며 1998년 11월 도쿄 하네다 국제공항과 전철이 직접 연결되면서 양 공항간의 접근성이 향상되었다.

## 역사
1960년대 초 일본 경제의 고도 성장과 국제화에 따른 항공 수요 증가에 대한 기대로 일본 정부는 하네다의 도쿄 하네다 국제공항 국제선을 이관할 신 공항의 건설을 계획했지만 당시 하네다의 확장은 도쿄항 항만 계획과 조정이 매우 어려운데다가 미국 공군(요코타 비행장) 관제 공역에 따라 항공기의 이착륙 경로 설정이 크게 제약을 받았기 때문에 포기하였다.
1963년 12월 일본 정부는 현재의 나리타 국제공항에서 4km 서남쪽에 있는 지바현 도미사토 지역을 후보로 올렸으나 해당 지역에서 격렬한 반대 운동이 일어나면서 2년 후에 도미사토에 건설하고자 계획된 안건이 백지화되었다.
이후 4~5개 지역을 후보로 검토하였으나 모두 반대 운동이 일어남에 따라 신 공항의 건설 계획 자체가 무산될 수 있다고 우려한 제1차 사토 내각은 1966년 6월에 국유지인 궁내청의 고료 목장(御料牧場)이 있던 지바현 나리타시의 산리즈카-시바야마 지역을 후보지로 올린 뒤 같은 해 7월 4일에 각의로 전격 결정하였다. 
해당 부지를 선택한 이유는 고료 목장, 지바현 소유의 임야와 더불어 일제 패망 후 만주국과 오키나와현 등에서 귀환한 농민들의 개척지였으므로 용지 매수가 수월하게 진행될 것이라고 판단했기 때문이었다.
그러나 일본 정부는 공항 예정지의 40%를 차지하는 국유지인 고료 목장에 기대어 현지 주민들을 무시하고 공항 건설에 관한 사전 설명이나 대체지 마련 등의 준비 없이 속도전으로 용지 매수를 밀어붙여 농민을 중심으로 한 지역 주민들의 반발을 불렀다. 정부가 각의 결정을 근거로 주민들과 일체의 교섭 시도조차 하지 않자 지역 농민들은 7월 20일에 '산리즈카-시바야마 연합 공항반대 동맹'을 결성하고 반대 활동을 시작하였고 이듬해인 1967년부터는 신좌파가 개입하였다. 
이로 인해 용지 매수가 정체되자 일본 정부는 토지수용법을 근거로 1971년에 2차례에 걸친 행정대집행을 통해 1단계 사업 용지를 확보하였고 급기야는 사태가 실력 행사를 넘어 경비 경찰과 임시 파출소를 습격하는 게릴라 사건으로 악화되었으며 개항 예정 4일 전인 1978년 3월 26일에는 공항 내에 반대파 게릴라들이 난입해 관제탑을 점거하고 관제 장비를 파괴하기에 이르러 개항이 50여 일 연기되었다.
나리타 국제공항은 1978년 5월 20일 신도쿄 국제공항(일본어: 新東京国際空港)이라는 이름으로 개항하였으나 이후 예정되었던 활주로와 시설의 확장은 지역 주민들의 저항과 알박기 때문에 대폭 축소 또는 연기되었다. 
나리타 국제공항의 건설 과정에서 빚어진 엄청난 갈등과 사회적 비용의 영향으로 이후 일본을 비롯한 동아시아 각국에서는 신공항을 건설할 때 인공섬 건설이나 섬의 해안 매립을 통해 공항 부지를 확보하는 경향이 강해졌고 2009년에는 일본 국토교통성 내에서 더 이상의 시설 확장이 어려운 나리타 국제공항 대신 오타구의 도쿄 하네다 국제공항을 확장하여 다시 국제선 허브 공항으로 삼자는 제안이 나오자 모리타 겐사쿠 지바현 지사가 이에 대해 강력히 항의하기도 했다.
나리타행 노선은 하네다행 노선과 달리 2013년 3월부터 대한민국 - 일본 양국 간 오픈스카이가 체결되어 있기 때문에 운수권이 별도로 없는데 운수권 문제로 인해 대한민국 수도권 외 지역에서는 도쿄가 목적지일 경우에는 하네다로 직접 갈 수 없고 오직 나리타로만 직항 이용이 가능하며 대한민국에서 하네다로 가기 위해서는 김포에서 직항편을 이용해야 한다.

## 공항 시설
- 공항 부지 면적은 10.9 km2이고, 여객 터미널은 3동(47만9700 m²)으로 연간 3900만 명의 여객을 처리할 수 있으며 화물 터미널은 면적이 31만1300 m²이며 관제탑의 높이는 87.3m이다.
- 길이 4,000m x 폭 60m의 활주로 1본과 길이 2,500m x 폭 60m의 활주로 1본이 서로 평행하게 설치되어 있으며 유도로의 길이는 25.5km이고, 표준 폭은 30m이다.
- 계류장은 면적이 215만 m²이며, 항공기 112 대가 동시에 머무를 수 있으며 또한 주차장은 271,100 m²로 9,000 대가 주차할 수 있는 규모이다.
- 민항으로서 운용 시간은 24시간이나 실제 이용 시간은 06시부터 23시까지이고 예외적으로 24시까지 비행기가 착륙할 수 있다.

앞에서 설명한 역사적 이유 때문에 개항 후 확장 공사가 순조롭게 진행되지 않았고 소음으로 인한 커퓨 타임(야간운행통제 시간), 도쿄 도심 접근성 등의 문제 때문에 일본을 대표하는 허브 공항이라는 위상에 걸맞지 않게 공항의 성장 속도가 더딘 편이다.

## 구성

### 1 터미널 북부
1978년에 개항된 터미널로, 총 14개의 탑승구가 있다.

### 1 터미널 남부
총 25개의 탑승구가 설치되어 있다. 전일본공수를 포함하고 그 외 항공사가 운항하고 있다.

### 2 터미널
1978년 초에 개항된 2터미널은 총 30개의 탑승구가 있고 기존 나리타 국제공항 2터미널에 원활한 여객처리를 위하여 1터미널 북쪽으로 2km가량 떨어진 곳에 위치해 있으며 일본항공과 원월드 회원사들이 이용한다.

### 3 터미널
주로 저가 항공사들이 이용하고 있으며 국제선은 다리를 건너 탑승동으로 이동하며 제주항공, 제트스타항공, 바닐라항공, 춘추항공이 이용하고 있다.

## 운항 노선

### 국제선
| 항공사                 | 목적지 |
| ---------------------- | --- |
| 일본항공               | 가오슝, 괌, 댈러스(포트워스), 로스앤젤레스, 마닐라, 멜버른, 방콕(수완나품), 밴쿠버, 베이징(수도), 뱅갈루루, 보스턴, 블라디보스토크, 상하이(푸둥), 샌디에이고, 샌프란시스코, 시애틀(터코마), 시카고(오헤어), 싱가포르, 자카르타(수카르노 하타), 코나, 쿠알라룸푸르, 타이페이(타오위안), 톈진, 프랑크푸르트, 하노이, 호놀룰루, 호치민, 홍콩(첵랍콕) |
| 전일본공수             | 광저우, 다롄, 로스앤젤레스, 마닐라, 멕시코시티, 뭄바이, 방콕(수완나품), 베이징(수도), 브뤼셀, 블라디보스토크, 상하이(푸둥), 샌프란시스코, 샤먼, 시카고(오헤어), 싱가포르, 양곤, 우한, 자카르타(수카르노 하타), 칭다오, 쿠알라룸푸르, 퍼스, 프놈펜, 하노이, 항저우, 호놀룰루, 호찌민, 홍콩(첵랍콕)                                                 |
| 일본춘추항공           | 닝보, 톈진, 하얼빈 |
| 제트스타 재팬          | 마닐라, 상하이(푸둥), 타이페이(타오위안), 홍콩(첵랍콕) |
| 집에어 도쿄            | 로스앤젤레스, 마닐라, 방콕(수완나품), 산호세, 샌프란시스코, 서울(인천), 싱가포르, 호놀룰루 |
| 피치 항공              | 가오슝, 타이페이(타오위안) |
| 대한항공               | 서울(인천), 부산, 호놀룰루 |
| 아시아나항공           | 서울(인천) |
| 에어서울               | 서울(인천) |
| 에어부산               | 서울(인천), 부산 |
| 에어프레미아           | 서울(인천) |
| 이스타항공             | 서울(인천) |
| 제주항공               | 서울(인천), 부산 |
| 진에어                 | 서울(인천) |
| 티웨이항공             | 서울(인천), 대구 |
| 중국국제항공           | 베이징(수도), 상하이(푸둥), 톈진, 항저우 |
| 중국남방항공           | 다롄, 상하이(푸둥), 선양, 창춘, 하얼빈 |
| 중국동방항공           | 난징, 상하이(푸둥), 시안, 우한, 칭다오, 쿤밍, 항저우 |
| 산동 항공              | 지난 |
| 샤먼 항공              | 푸저우 |
| 선전 항공              | 선전, 우시 |
| 준야오 항공            | 상하이(푸둥) |
| 쓰촨 항공              | 청두(톈푸) |
| 춘추항공               | 상하이(푸둥), 항저우 |
| 하이난 항공            | 베이징(수도), 다롄, 시안 |
| 마카오 항공            | 마카오 |
| MIAT 몽골 항공         | 울란바토르 |
| 아에로 몽골리아        | 울란바토르 |
| 캐세이퍼시픽 항공      | 홍콩(첵랍콕), 타이페이(타오위안) |
| 그레이터 베이 항공     | 홍콩(첵랍콕) |
| 홍콩 항공              | 홍콩(첵랍콕) |
| 홍콩 익스프레스 항공   | 홍콩(첵랍콕) |
| 중화항공               | 타이페이(타오위안), 가오슝 |
| 에바 항공              | 타이페이(타오위안), 가오슝 |
| 스타룩스 항공          | 타이페이(타오위안) |
| 타이거 항공 타이완     | 타이페이(타오위안), 가오슝 |
| 말레이시아 항공        | 쿠알라룸푸르, 코타키나발루 |
| 바틱 에어 말레이시아   | 쿠알라룸푸르, 타이페이(타오위안) |
| 에어아시아 X           | 쿠알라룸푸르 |
| 베트남 항공            | 하노이, 다낭, 호찌민 |
| 뱀부 에어웨이스        | 하노이, 호찌민 |
| 비엣제트 항공          | 하노이, 호찌민 |
| 로열 브루나이 항공     | 반다르스리브가완 |
| 싱가포르 항공          | 싱가포르, 로스앤젤레스 |
| 스쿠트                 | 싱가포르, 타이페이(타오위안) |
| 가루다 인도네시아 항공 | 덴파사르, 마나도 |
| 타이 항공              | 방콕(수완나품) |
| 타이 에어아시아 X      | 방콕(수완나품) |
| 필리핀 항공            | 마닐라, 세부 |
| 세부 퍼시픽            | 마닐라, 세부, 클라크 |
| 필리핀 에어아시아      | 마닐라, 세부 |
| 네팔 항공              | 카트만두 |
| 비만 방글라데시 항공   | 다카 |
| 스리랑카 항공          | 콜롬보 |
| 에어 인디아            | 델리 |
| 에미레이트 항공        | 두바이 |
| 에티하드 항공          | 아부다비 |
| 엘알 이스라엘 항공     | 텔아비브 |
| 카타르 항공            | 도하 |
| 우즈베키스탄 항공      | 타슈켄트 |
| 에티오피아 항공        | 아디스아바바 |
| 이집트 항공            | 전세편: 카이로 |
| 에어 프랑스            | 파리(샤를 드골) |
| KLM                    | 암스테르담 |
| 스위스 국제항공        | 취리히 |
| 오스트리아 항공        | 계절편: 빈 |
| 터키항공               | 이스탄불(아르나부코이) |
| LOT 폴란드 항공        | 바르샤바 |
| 핀에어                 | 헬싱키 |
| 아메리칸 항공          | 댈러스(포트워스) |
| 유나이티드 항공        | 괌, 뉴어크, 덴버, 로스앤젤레스, 사이판, 샌프란시스코, 호놀룰루, 휴스턴(인터컨티넨탈) |
| 하와이안 항공          | 호놀룰루 |
| 에어 캐나다            | 몬트리올(트뤼도), 밴쿠버, 토론토 |
| 웨스트제트             | 계절편: 캘거리 |
| 아에로멕시코           | 멕시코시티 |
| 콴타스 항공            | 멜버른, 브리즈번 |
| 제트스타 항공          | 골드코스트, 브리즈번, 케언즈 |
| 에어 뉴질랜드          | 오클랜드 |
| 에어칼린               | 누메아 |
| 에어 타히티 누이       | 파페에테 |
| 피지 항공              | 나디 |

### 국내선
| 항공사        | 목적지 |
| ------------- | --- |
| 일본항공      | 나고야(주부), 후쿠오카 |
| 제트스타 재팬 | 가고시마, 고치, 구마모토, 나가사키, 다카마쓰, 마쓰야마, 미야자키, 삿포로, 쇼나이, 시모지시마, 오사카(간사이), 오이타, 오키나와, 후쿠오카 |
| 피치 항공     | 가고시마, 구시로, 나가사키, 미야자키, 삿포로, 아마미, 오사카(간사이), 오이타, 오키나와, 이시가키, 후쿠오카                               |
| 일본춘추항공  | 사가, 삿포로, 히로시마 |

### 화물 노선
| 항공사                | 목적지 |
| --------------------- | --- |
| ANA 카고              | 광저우, 다롄, 로스앤젤레스, 방콕(수완나품), 베이징(수도), 상하이(푸둥), 샤먼, 서울(인천), 싱가포르, 오키나와, 자카르타(수카르노 하타), 칭다오, 타이페이(타오위안), 프랑크푸르트, 홍콩(첵랍콕)                                                         |
| JAL 카고              | 나고야(주부), 상하이(푸동), 타이페이(타오위안) |
| 일본화물항공          | 나고야(주부), 뉴욕(JFK), 댈러스(포트워스), 로스앤젤레스, 밀라노(말펜사), 바쿠, 방콕(수완나품), 베이징(수도), 상하이(푸둥), 샌프란시스코, 서울(인천), 시카고(오헤어), 싱가포르, 암스테르담, 앵커리지, 에드먼턴, 오사카(간사이), 톈진, 한, 홍콩(첵랍콕) |
| 대한항공 카고         | 서울(인천), 보고타 |
| 에어제타              | 서울(인천) |
| 제주항공 카고         | 서울(인천) |
| 중국국제항공 카고     | 베이징(수도), 상하이(푸둥) |
| 중국화물항공          | 상하이(푸둥) |
| SF 항공               | 시안, 우한 |
| YTO 화물 항공         | 옌타 |
| 케세이퍼시픽 카고     | 홍콩(첵랍콕), 타이페이(타오위안) |
| 에어홍콩              | 홍콩(첵랍콕) |
| 중화항공 카고         | 타이페이(타오위안) |
| 에바 항공 카고        | 타이페이(타오위안) |
| MAS 카고              | 쿠알라룸푸르, 조호르바루, 페낭 |
| 싱가포르 항공 카고    | 싱가포르, 방콕(수완나품) |
| 에미레이트 스카이카고 | 두바이(알막툼) |
| 카타르 항공 카고      | 도하 |
| 실크웨이 항공         | 바쿠 |
| 에어프랑스 카고       | 파리(샤를 드 골) |
| 루프트한자 카고       | 서울(인천), 프랑크푸르트 |
| 에어로로직            | 라이프치히, 홍콩(첵랍콕) |
| DHL                   | 라이프치히, 마이애미, 서울(인천), 시카고(오헤어), 신시내티(노던켄터키), 앵커리지, 파리(샤를 드 골), 홍콩(첵랍콕) |
| KLM 카고              | 암스테르담 |
| 카고룩스              | 룩셈부르크 시티, 노보시비르스크, 서울(인천) |
| 카고룩스 이탈리아     | 룩셈부르크 시티, 밀라노(말펜사) |
| 에어브리지 카고       | 모스크바(세례메티예보), 서울(인천), 암스테르담 |
| 아틀라스 항공         | 로스앤젤레스, 앵커리지 |
| 웨스턴 글로벌 항공    | 시카고(오헤어) |
| 페덱스 익스프레스     | 광저우, 멤피스, 상하이(푸둥), 서울(인천), 앵커리지, 오사카(간사이), 오클랜드, 타이페이(타오위안), 홍콩(첵랍콕) |
| 폴라에어 카고         | 로스앤젤레스, 상하이(푸둥), 서울(인천), 선전, 시드니, 신시내티(노던켄터키), 앵커리지, 타이페이(타오위안), 홍콩(첵랍콕) |
| UPS 항공              | 뉴어크, 루이빌, 상하이(푸둥), 선전, 앵커리지, 오사카(간사이), 온타리오 |
| 카고제트              | 밴쿠버, 상하이(푸둥) |

## 교통

### 버스
- 버스승차장 & 매표소 : 1터미널(북쪽윙 1층, 남쪽윙 2층), 본관 1층(2터미널) / 그 외 정류장 교통안내카운터에서 구입가능
  - 도쿄도 (시부야, 이케부쿠로, 신주쿠, 아키하바라, 오다이바, 신키바, 하지오지, 도쿄 디즈니리조트, 하네다 국제공항, 아사쿠사, 롯폰기, 다치가와, 미나미오사와역)
  - 가나가와현 (요코하마, 신요코하마, 사가미오오노역, 혼아츠기역, 나카야마역, 센터 미나미역, 지가사키, 마쓰다, 오다와라, 하다노)
  - 지바현 (지바추오역, 이나게카이간역, 마쓰도역, 카시와역, 사카에초, 치바뉴타운추오역)
  - 사이타마현 (사카도역, 가와고에역, 구마가야역, 야시오역, 쓰지도역, 하다노, 신린코엔역, 후카야역, 시키역, 도코로자와)
  - 이바라키현 (쓰치우라, 쓰치우라, 우시쿠, 신토네, 히타치)
  - 군마현 (오타, 오이즈미, 타테바야시, 마에바시, 후지오카)
  - 그 외 (센다이, 누마즈, 신시즈오카, 시즈오카, 오사카, 난바, 신후지역)

### 철도
- 나리타 공항역, 공항 제2빌딩역 - 동일본 여객철도 나리타선, 게이세이 전철 본선

### 택시
- 택시승차장 : A~F지역 (나리타 공항 → 이곽지역 이동시 할증부가, 외곽지역에서 → 나리타 공항 진입시 할증 미부가)

## 주요 사건

### 나리타 국제공항 폭탄 테러
- 1985년 6월 23일 밴쿠버에서 출발한 캐나다 퍼시픽 항공에 실린 폭탄이 나리타 국제공항에서 폭발하면서 일본인 수하물 직원 2명이 사망하고 4명이 부상당했다.

### 페덱스 익스프레스 80편 불시착 사고
- 2009년 3월 23일 오전 2시 18분에 중국 광저우 바이윈 국제공항을 출발한 페덱스 익스프레스 80편이 나리타 국제공항에 착륙할 예정이었으나 오전 6시 48분경 착륙 시도 중 강풍으로 인해 착륙에 실패한 후 전복되면서 항공기는 전소됐고 승무원 2명이 사망했으며 이 사고는 나리타 국제공항에서 발생한 최초의 사망 사고로 기록됐다.

### 2011년 도호쿠 지방 태평양 해역 지진으로 인한 폐쇄
- 2011년 3월 11일 일본 도쿄도 인근에서 발생한 지진으로 인해 임시로 폐쇄됐다가 다시 복구되었다.

## 같이 보기
- 도쿄 하네다 국제공항